# TUBSAT

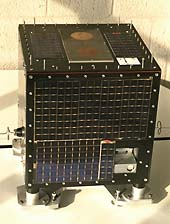
TUBSAT-A

Die TUBSAT-Satelliten sind von der TU Berlin am Lehrstuhl von Udo Renner entwickelte Mikro- und Nanosatelliten. Diese dienen sowohl der Ausbildung, als auch der Technologieentwicklung und Forschung. Am 17. Juni 1991 startete TUBSAT-A als erster deutscher Hochschulsatellit.

## Startliste
Stand: 1. Dezember 2023
| Name                  | Datum              | Rakete              | Startplatz  | Mission                                       | Anmerkungen                                                                    |
| --------------------- | ------------------ | ------------------- | ----------- | --------------------------------------------- | ------------------------------------------------------------------------------ |
| TUBSAT-A              | 17. Juni 1991      | Ariane 40           | CSG         | Kommunikations- und Forschungssatellit        | letzter Kontakt Frühjahr 2007                                                  |
| TUBSAT-B              | 25. Januar 1994    | Zyklon 3            | Plessezk    | Erdbeobachtungs- und Forschungssatellit       | Kontaktverlust nach 39 Tagen. Einziger Fehlschlag der TUBSAT-Satellitenfamilie |
| TUBSAT-N/N1           | 7. Juli 1998       | Schtil              | Barentssee  | Zwei Kommunikations- und Forschungssatelliten | planmäßiger Wiedereintritt in die Erdatmosphäre nach einem Jahr Flugzeit       |
| DLR-TUBSAT            | 26. Mai 1999       | PSLV-C2             | SHAR        | Erdbeobachtungs- und Forschungssatellit       | letzter Kontakt Frühjahr 2009                                                  |
| MAROC-TUBSAT          | 10. Dezember 2001  | Zenit 2             | Baikonur    | Erdbeobachtungs- und Forschungssatellit       | Missionsende                                                                   |
| LAPAN-TUBSAT          | 10. Januar 2007    | PSLV-C7             | SHAR        | Erdbeobachtungs- und Forschungssatellit       | Projekt beendet                                                                |
| Beesat (Tubsat 8)     | 23. September 2009 | PSLV-C14            | SHAR        | Technologieerprobungssatellit                 | Missionsende; aktiv (Kontaktverlust 2011 und 2013; Kontaktwiederaufnahme 2024) |
| Beesat-2 (Tubsat 9)   | 19. April 2013     | Sojus-2.1a          | Baikonur    | Technologieerprobungssatellit                 | Missionsende; verglüht, 2. Februar 2024                                        |
| Beesat-3 (Tubsat 10)  | 19. April 2013     | Sojus-2.1a          | Baikonur    | Technologieerprobungssatellit                 | verglüht, 30. Dezember 2023                                                    |
| Beesat-4 (Tubsat 11)  | 22. Juni 2016      | PSLV-XL             | SHAR        | Technologieerprobungssatellit                 | verglüht, 26. September 2023                                                   |
| TechnoSat (Tubsat 12) | 14. Juli 2017      | Sojus-2.1a          | Baikonur    | Technologieerprobungssatellit                 |                                                                                |
| S-Net A (Tubsat 13)   | 1. Februar 2018    | Sojus-2.1a          | Wostotschny | Technologieerprobungssatellit                 |                                                                                |
| S-Net B (Tubsat 14)   | 1. Februar 2018    | Sojus-2.1a          | Wostotschny | Technologieerprobungssatellit                 |                                                                                |
| S-Net C (Tubsat 15)   | 1. Februar 2018    | Sojus-2.1a          | Wostotschny | Technologieerprobungssatellit                 |                                                                                |
| S-Net D (Tubsat 16)   | 1. Februar 2018    | Sojus-2.1a          | Wostotschny | Technologieerprobungssatellit                 |                                                                                |
| Beesat-9 (Tubsat 17)  | 5. Juli 2019       | Sojus-2.1a          | Wostotschny | Satellitenpositionsbestimmung                 | verglüht, 4. Juni 2024                                                         |
| Beesat-10 (Tubsat 18) | 5. Juli 2019       | Sojus-2.1a          | Wostotschny | Technologieerprobungssatellit                 |                                                                                |
| Beesat-11 (Tubsat 19) | 5. Juli 2019       | Sojus-2.1a          | Wostotschny | Technologieerprobungssatellit                 |                                                                                |
| Beesat-12 (Tubsat 20) | 5. Juli 2019       | Sojus-2.1a          | Wostotschny | Technologieerprobungssatellit                 |                                                                                |
| Beesat-13 (Tubsat 21) | 5. Juli 2019       | Sojus-2.1a          | Wostotschny | Technologieerprobungssatellit                 |                                                                                |
| SALSAT (Tubsat 22)    | 28. September 2020 | Sojus-2.1b/Fregat-M | Plessezk    | Spektrumanalyse                               |                                                                                |
| Beesat-5 (Tubsat 23)  | 22. März 2021      | Sojus-2.1a/Fregat   | Baikonur    | Technologieerprobungssatellit                 | verglüht, 2. Februar 2024                                                      |
| Beesat-6 (Tubsat 24)  | 22. März 2021      | Sojus-2.1a/Fregat   | Baikonur    | Technologieerprobungssatellit                 | verglüht, 14. Juli 2024                                                        |
| Beesat-7 (Tubsat 25)  | 22. März 2021      | Sojus-2.1a/Fregat   | Baikonur    | Technologieerprobungssatellit                 | verglüht, 6. August 2024                                                       |
| Beesat-8 (Tubsat 26)  | 22. März 2021      | Sojus-2.1a/Fregat   | Baikonur    | Technologieerprobungssatellit                 |                                                                                |
| TUBIN (Tubsat 27)     | 30. Juni 2021      | Falcon 9            | CCSFS 40    | Erdbeobachtungssatellit                       |                                                                                |
| NanoFF A (Tubsat 28)  | 1. Dezember 2023   | Falcon 9            | VSFB 4E     | Technologieerprobungssatellit                 |                                                                                |
| NanoFF B (Tubsat 29)  | 1. Dezember 2023   | Falcon 9            | VSFB 4E     | Technologieerprobungssatellit                 |                                                                                |